# Kapitanivka, Sumî
Kapitanivka (în ucraineană Капітанівка) este un sat în comuna Kekîne din raionul Sumî, regiunea Sumî, Ucraina.

## Demografie
Componența lingvistică a localității Kapitanivka
     Ucraineană (96,58%)
     Rusă (3,42%)
Conform recensământului din 2001, majoritatea populației localității Kapitanivka era vorbitoare de ucraineană (96,58%), existând în minoritate și vorbitori de rusă (3,42%).